# Limnophyes er
Limnophyes er är en tvåvingeart som beskrevs av Ole Anton Saether 1984. Limnophyes er ingår i släktet Limnophyes och familjen fjädermyggor.
Artens utbredningsområde är Finland. Arten har ej påträffats i Sverige. Inga underarter finns listade i Catalogue of Life.